# Función gamma inversa

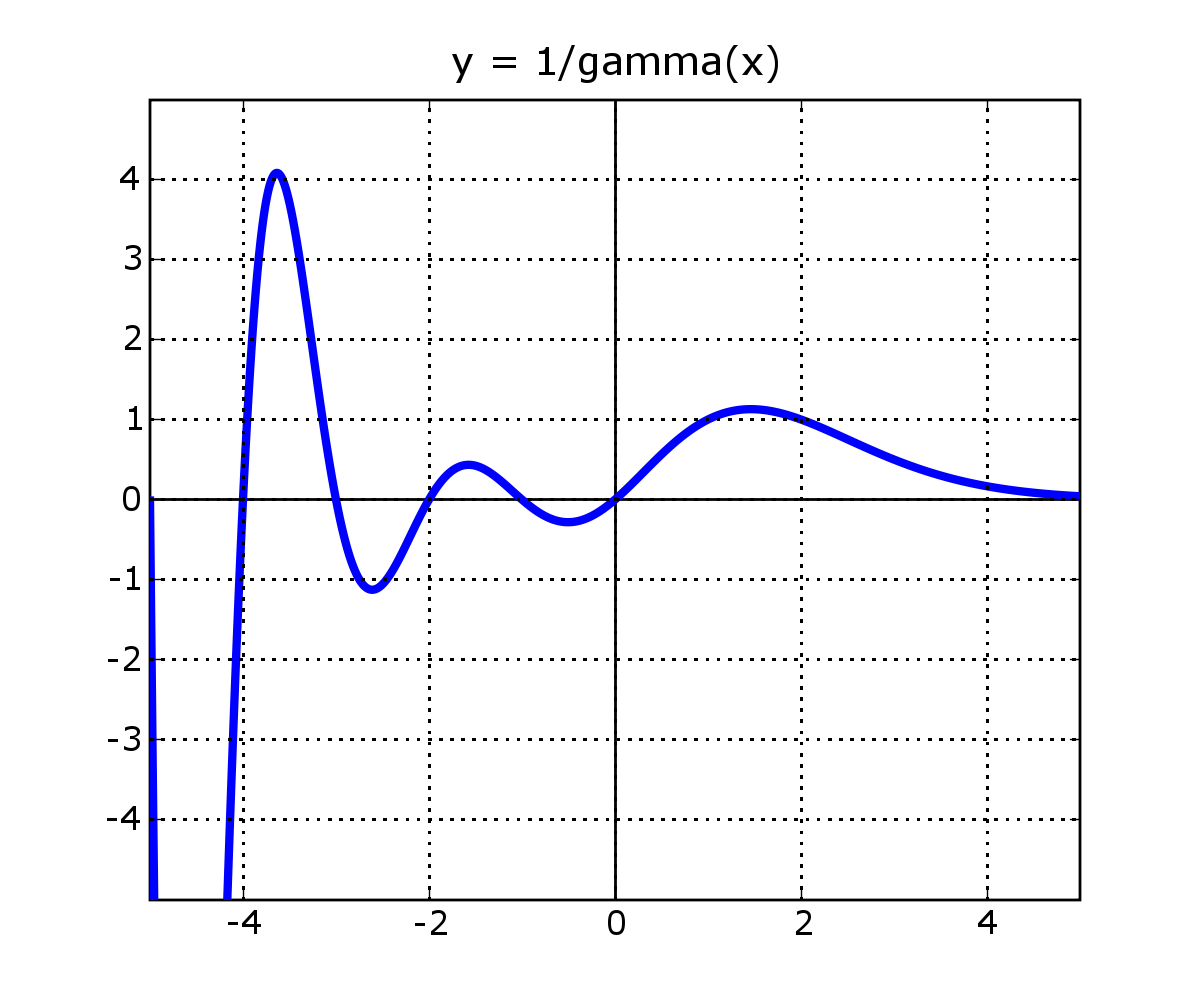
Gráfica de 1/Γ(x) a lo largo del eje real.

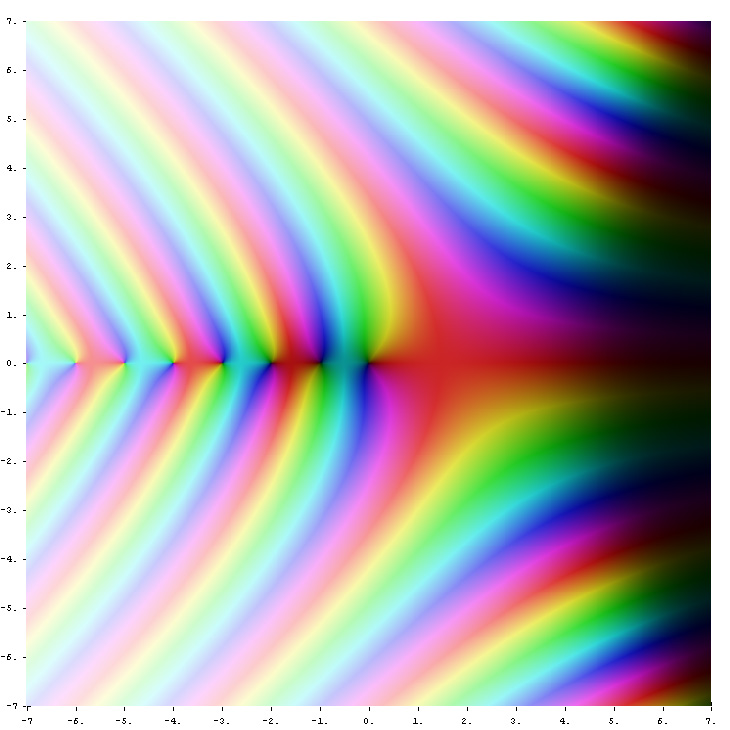
Función gamma inversa 1/Γ(z) en el plano complejo. El color de un punto z codifica el valor de 1/Γ(z). Colores fuertes denotan valores cercanos a cero y el tono denota el valor del argumento.

En matemática, la función gamma inversa es la función
{\displaystyle f(z)={\frac {1}{\Gamma (z)}},}
donde {\displaystyle \Gamma (z)} denota la función gamma. Puesto que la función gamma es meromorfa y distinta de cero en cualquier lugar del plano complejo, su inversa es una función entera. La inversa es usada a veces como punto de inicio para cálculos numéricos de la función gamma, y unas pocas librerías proporcionan separadamente ésta de la función gamma normal.
Karl Weierstrass llamó a la función gamma inversa el "factorielle" y la usó en su desarrollo del teorema de factorización de Weierstrass.

## Representación en forma de serie de Taylor
La expansión en forma de serie de Taylor en torno a 0 viene dada por
{\displaystyle {\frac {1}{\Gamma (z)}}=z+\gamma z^{2}+\left({\frac {\gamma ^{2}}{2}}-{\frac {\pi ^{2}}{12}}\right)z^{3}+\cdots }
donde {\displaystyle \gamma } es la constante de Euler-Mascheroni. Para k > 2, el coeficiente ak para el término zk puede ser calculado recursivamente como
{\displaystyle a_{k}=ka_{1}a_{k}-a_{2}a_{k-1}+\sum _{j=2}^{k-1}(-1)^{j}\,\zeta (j)\,a_{k-j}}
donde ζ(s) es la función zeta de Riemann. 

## Representación en forma de integral de contorno
Una representación integral dada por Hermann Hankel es
{\displaystyle {\frac {1}{\Gamma (z)}}={\frac {i}{2\pi }}\oint _{C}(-t)^{-z}e^{-t}dt,}
donde C es el camino que rodea 0 en la dirección positiva, comenzando y volviendo al infinito positivo con respecto del corte de rama a lo largo del eje real positivo. De acuerdo con Schmelzer y Trefethen, la evaluación numérica de la integral de Hankel es la base de algunos de los mejores algoritmos para calcular la función gamma.

## Integral a lo largo del eje real
La integración de la función gamma inversa a lo largo del eje real positivo da el valor
{\displaystyle \int _{0}^{\infty }{\frac {1}{\Gamma (x)}}\,dx\approx 2.80777024,}
el cual es conocido como constante de Fransén–Robinson.